# خاطرات پیدا شده در وان حمام
خاطرات پیدا شده در وان حمام (به لهستانی: Pamiętnik znaleziony w wannie) رمانی علمی–تخیلی و پادآرمان‌شهری از استانیسلاو لم است که اولین‌بار در سال ۱۹۶۱ به چاپ رسید. برگردان انگلیسی آن اولین‌بار در سال ۱۹۷۳ به چاپ رسیده‌است.

## داستان
در فصل اول آن که به مقدمه اختصاص یافته چنین آمده که بیش از ۱۶۵۰ سال پیش فاجعه‌ای با نام پاپیرالایسیس (Papyralysis) روی داده که بر اثر آن تمام کاغذهای موجود در جهان از بین رفته و به خاکستر تبدیل شده‌اند. با از بین رفتن کاغذها و کتاب‌ها، بیشتر دانش، فرهنگ و تاریخ بشر در عرض چند هفته نابود می‌شود و برای چند سدهٔ متوالی آشوب تمام زمین را در برمی‌گیرد تا اینکه فدراسیون زمین تشکیل می‌شود و به دوران چندصدسالهٔ آشوب‌ها پایان می‌دهد. حال از دوران پیش از آشوب‌ها و زندگی مردم پیش از پاپیرالایسیس اطلاعات کمی در دست است تا اینکه چند سال پیش یک پایگاه مخفی ارتش آمه‌رکا (Ammer-Ka - همان ایالات متحدهٔ آمریکا) در دل یکی از کوه‌های آتشفشانی آمریکا پیدا می‌شود که چند سال پیش از فاجعهٔ پاپیرالایسیس در زیر ماگماهای آتشفشان مدفون و مهروموم شده‌است. در یکی از سرویس‌های بهداشتی این مجموعه دو اسکلت در وان حمامی یافت می‌شود که در کنار یکی از آن‌ها طوماری وجود دارد. در این طومار که فصل‌های دیگر کتاب را در بر دارد خاطرات فردی غیرنظامی است که در چنبرهٔ بوروکراسی ساختمان عظیم دل کوه قرار گرفته و نمی‌تواند مأموریت و دلیل حضور خود در ساختمان را بفهمد.